# 松本電気鉄道浅間線

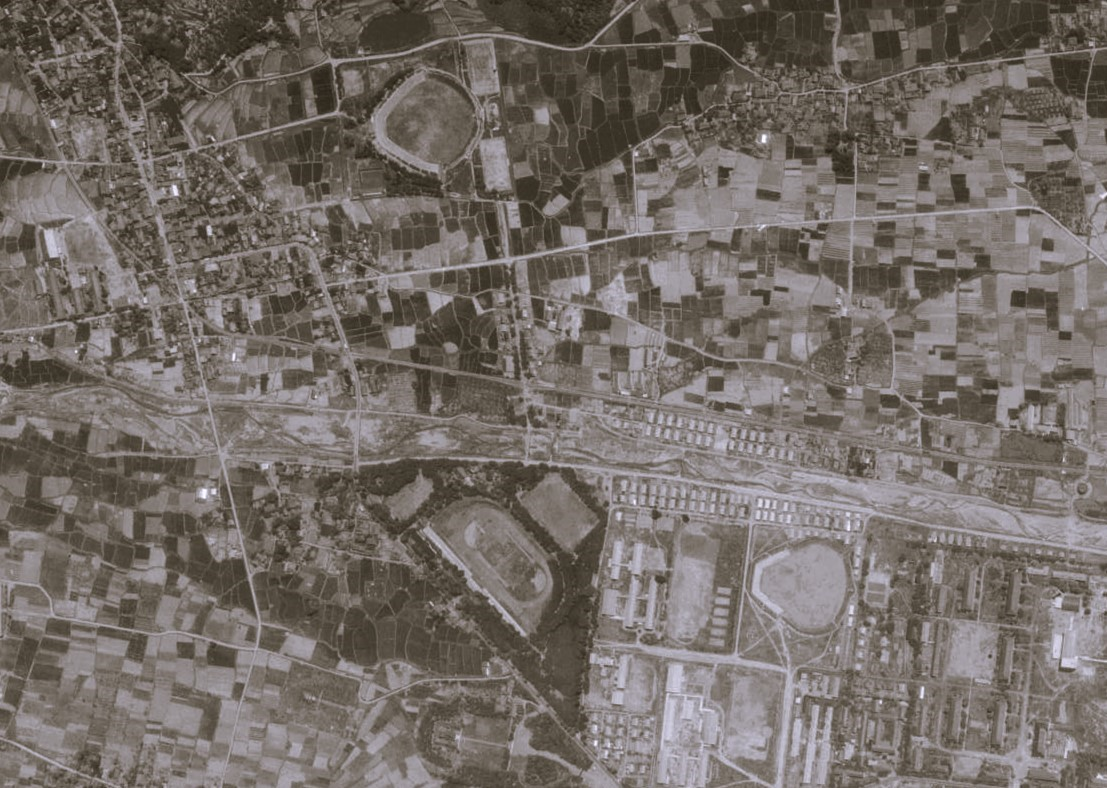
女鳥羽川に沿って敷かれている浅間線の線路（中あたりのグレーのライン）。左上が浅間温泉駅で、右側が南。（1958年）

浅間線（あさません）とは、かつて長野県松本市に存在した松本電気鉄道（現在のアルピコ交通）の軌道線（路面電車）である。浅間温泉へのアクセス路線としての役割を担っていたが、1964年に廃止された。

## 概要
松本駅前から学校前までの1.6kmは国道143号および県道63号上の併用軌道、以降終点の浅間温泉まで3.7kmは専用軌道となっていた。併用軌道区間は「電車通り」とも呼ばれた。
路線廃止後、専用軌道区間は1993年まで未舗装ながら松本電鉄バス専用道路として利用された。その後は2車線化の上で市道（やまびこ道路）となっている。なお、路線バス新浅間線が軌道線とほぼ同様の経路で運行されている。

### 路線データ
- 路線距離（営業キロ）：松本駅前 - 浅間温泉 5.3km
- 軌間：1067mm
- 駅数：18駅（起終点駅含む）
- 複線区間：なし（全線単線）
- 電化区間：全線（直流750V - 1958年10月31日まで直流600V）

## 運行形態
- 所要時間
  - 松本駅前 - 浅間温泉間 18分（1961年当時）
- 運転間隔
  - 全区間日中10分間隔、早朝・深夜20分間隔（同上）

## 歴史
戦後自動車がふえるに従い駅前の通りは狭く交通に障害がでるようになってきた。1955年になると松本市長から軌道撤去を求められるようになった。松本電鉄側にはバス事業に移行することには支障がなかったが、浅間温泉のある本郷村では反対の立場をとり計画は頓挫した。やがて1961年に村長選挙がはじまると松本電鉄は対立候補を支援、激戦のすえ37票の僅差により当選すると村議会の同意を得ることができた。こうして1964年に廃止となった。
- 1922年（大正11年）3月9日 筑摩鉄道に対し軌道特許状下付（松本市-東筑摩郡本郷村間）[2]。
- 1923年（大正12年）10月 松本-浅間間の軌道建設に着工
- 1924年（大正13年）4月19日 筑摩電気鉄道によって全区間開業[3]。
- 1932年（昭和7年）7月 路線を0.1km延伸し、松本駅前乗降場を駅前通りから松本駅前広場に移転。
- 1932年（昭和7年）12月2日 松本電気鉄道に社名変更[3]。
- 1949年（昭和24年）7月 松本駅前乗降場を国鉄松本駅の北隣に移設。
- 1955年（昭和30年）6月 松本市長より軌道撤去の要請を受ける。
- 1958年（昭和33年）11月1日 架線電圧を600Vから750Vに昇圧。
- 1964年（昭和39年）4月1日[4] 並行するバスに押されて乗客が減少し、松本駅前通の渋滞解消を目的として廃止。

## 停留所
路線開業時に下記のすべての駅が開業している。両端の駅のほか、学校前、横田、運動場前の3駅で列車交換が可能であった。
松本駅前駅
松本駅の駅前広場となっている部分に立地していた。付近の軌道跡は歩道に転用されている。1932年と1949年の二度も移設された。開業当初は現在の駅前通り上にある松本バスターミナル11番乗場（ファミリーマート松本駅前店前）12番乗場（JTB旅行代理店前）よりも国府町寄りにあった。
国府町駅
国府町バス停付近。
本町駅
本町交差点付近（交差点東側にあった）。
小池町駅
飯田町バス停付近。藤森病院西の市道の入口付近にあった。
市民会館前駅
市民芸術館バス停付近。まつもと市民芸術館から松本駅寄りにあった。
警察署前駅
開業当時、付近に警察署があったことに由来する。
学校前駅
付近に旧制松本高校があったため名付けられた。現在の秀峰学校前交差点付近にあった。この辺りで浅間温泉へ行く道が狭いために線路カーブがきつくなっており、度々脱線が発生していた。そのためこの区間では軋むような音を立てながら徐行運転をしていた。
日の出町駅
イオンモール松本（旧松本カタクラモール）付近。ここから浅間温泉へは専用軌道、松本駅へは併用軌道となっていた。
清水駅
松本市立清水小学校と中学校近く、清水バス停付近。ややカーブがかかった場所にあった。
桜橋駅
桜橋バス停（横田方面用）付近。近くに湯川と女鳥羽川が流れる。
元町駅
元町バス停（松本駅方面用）付近。目の前にTSUTAYA東松本店がある地点だった。
横田駅
車庫が併設されており、運行上の拠点であった。車庫跡は横田バス停付近で、現在のモスバーガー松本横田店裏。
自動車学校前駅
自動車学校前バス停付近。開業時は連隊裏という名称だったが、三軒家、大学裏（信州大学の裏手に位置することから）、自動車学校前と三度も改名された。これは戦時において軍施設を推定されるような駅名を変えるよう命令があったため。名前の由来となった自動車学校はアルピコ自動車学校第一校として同じ場所にあったが他社に売却され現在はアルピコグループからは離れている。
玄向寺口駅
南浅間バス停付近。玄向寺までは徒歩15分ほど離れている。
運動場前駅
松本第一高校バス停付近。開業当初は運動場駅という名称で開業したが後に運動場から遠すぎるという理由で運動場口→運動場西と変え、最終的に運動場への乗客を確保するために運動場前になった。
下浅間（したあさま）駅
下浅間広場バス停付近。現在の玉の湯北付近。
中浅間駅
中浅間バス停付近。廃線跡が市道化された1993年ごろまでは木造駅舎が残っていた。廃止後は専用軌道区間はバス専用道に転換されたがろくに舗装されておらずバスが通過するたびに砂埃が舞い上がり公害問題となっていた。そこで松本電鉄では散水車を導入し定期的に専用道上に水を撒いて砂埃が立つのを抑えていた。この散水車が置かれていたのが当駅跡である。車両自体が老朽化していたので多少水滴が垂れていた。
浅間温泉駅
浅間線の終着駅。廃止後は松本電鉄の浅間温泉バスターミナルとなっていたが、2009年頃に営業所は閉鎖され、しばらくはバスの回転場所として利用された。営業所ではきっぷの販売を行なっていたが、閉鎖以降は近隣のクリーニング店が回数券に限り委託販売していた時期もあった。2010年6月に建物の取り壊しが始まり、宅地および日帰り温泉施設「ホットプラザ浅間」に転換された。現在はバス路線も温泉街を一周する形に改められている。

## 接続路線
- 松本駅前駅：国鉄篠ノ井線・大糸線、松本電気鉄道上高地線（ともに松本駅より発着）

## 輸送・収支実績
| 年度 | 輸送人員（人） | 営業収入（円） | 営業費（円） | 営業益金（円） |
| ---- | -------------- | -------------- | ------------ | -------------- |
| 1924 | 649,173        | 51,476         | 42,599       | 8,877          |
| 1925 | 776,990        | 82,098         | 50,472       | 31,626         |
| 1926 | 1,121,753      | 84,614         | 52,852       | 31,762         |
| 1927 | 798,653        | 74,986         | 49,683       | 25,303         |
| 1928 | 768,685        | 70,146         | 58,229       | 11,917         |
| 1929 | 822,684        | 71,976         | 57,243       | 14,733         |
| 1930 | 716,018        | 59,203         | 45,952       | 13,251         |
| 1931 | 614,874        | 53,587         | 34,763       | 18,824         |
| 1932 | 542,911        | 48,872         | 34,437       | 14,435         |
| 1933 | 588,723        | 51,909         | 33,632       | 18,277         |
| 1934 | 636,401        | 48,283         | 34,735       | 13,548         |
| 1935 | 661,623        | 46,918         | 34,410       | 12,508         |
| 1936 | 657,472        | 47,979         | 35,126       | 12,853         |
| 1937 | 684,137        | 50,626         | 43,984       | 6,642          |

- 鉄道省鉄道統計資料、鉄道統計資料、鉄道統計各年度版

## 車両
開業当初は自社の島々線（現・上高地線）で使用していた2軸電車3両（デハ1 - 3）を軌道用に改造して転用した。1926年に二重屋根のボギー車2両（デハ4・5、東洋車輌）の竣工届けがされ、デハ1 - 3は同年に開業した布引電気鉄道に譲渡している。翌1927年に補充用として丸屋根のボギー車3両（デハ6 - 8、汽車会社製）を製造し、1929年にはボギー車1両（デハ10、日本車輌製造製）を製造した。いずれも木造電車であった。なお欠番の9は島々線の車両に付されている。
1931年7月に車両番号の変更が行われ、島々線の車両に奇数番号を、浅間線の車両に偶数番号を振ることになったため、5→2、7→10、10→12と改番した。
戦後は車両の増減はなく、鋼製電車を導入することもなく最後まで木造電車6両体制で推移していた。

## 特記事項
- 1924年8月には浅間線を軸とし、2つの新線を建設する計画を県に申請したが却下されている[6]
- 松本市元町のモスバーガー松本横田店裏に「松本電鉄」と書かれた看板があり、かつての線路跡と言われる。
- 現在、松本バスターミナル - 浅間温泉間は松本電気鉄道が浅間線・新浅間線の2つのバス路線を運行しているが、（軌道）浅間線のルートに近いのは新浅間線である。
- 2010年3月から松本電鉄創業90周年を記念し、当線のチンチン電車仕様の路線バス（10131号車・松本200 か ・4-69・いすゞU-LV218L）が市街地（主に横田経由浅間温泉方面へ）を中心に2015年初旬頃まで運行されていた。
- 廃線後、学校前 - 浅間温泉間の線路跡は松本電鉄のバス専用道路に転用された。転用当初は未舗装であったため、土埃対策で散水車を配備していた（この散水車がトミーテック「トラックコレクション」のシークレットモデルになっている）。この散水車は日本バス友の会によって1台が保存されている。